# Улога моје породице у светској револуцији (роман)
Улога моје породице у светској револуцији је кратки роман из 1969. године, књижевника Боре Ћосића. Добитник је НИН-ове награде за најбољи роман 1969 године.

## О писцу
Бора Ћосић је рођен у Загребу, 1932. године. Одрастао је и школовао се у Београду, а од 1992. живи у Ровињу и Берлину. Објавио је педесетак књига које су преведене на немачки, француски, талијански, енглески, мађарски и руски језик.

## О књизи
Улога моје породице у светској револуцији је аутобиографска породична прича. Главни јунак је дечак Бора Ћосић. Остали ликови су чланови његове велике породице: Мама, Тата, Деда, Ујак и Тетке. Сем њих у књизи се појављује и галерија ликова као што су свезбнајући Воја Блоша, поручник Вацулић, Јово Сикира, друг Абас, госпођа Даросава, секретар Симо Тепчија, и други, који из спољашњег света улазе у њихов живот.
У књизи је приказано стање у друштву које је изазвала револуција, долазак социјализма, виђено и доживљено из дечије перспективе, уз смех као основни везивни елемент. Смех је овде ослобађајући, али и субверзиван, његова улога је да умањи или неутралише страх пред животним околностима које, упркос веселом тону, нису увек безазлене. То илусрује и последња реченица у роману, која каже да је све било "тако или још горе".

## Делови романа
Роман садржи следеће насловљене делове:
- Мајка
- Отац
- Породица
- Други
- Уметност
- Школе
- Игре
- Приредбе
- Живот
- Историја

## Награде
- Бора Ћосић је за роман добио НИН-ову награду за роман године (1969). [5]

## Драматизацуја
Роман је два пута драматизован у Атељеу 212, у режији Љубомира Муција Драшкића, седамдесетих, и 2007. године, у режији Душана Јовановића.

## Екранизација
По роману је снимљен и филм у режији Бате Ченгића који је премијерно приказан у Пули на филмском фестивалу 1971. године, након чега је забрањен и никада се није нашао у биоскопској дистрибуцији.